# Richard Buchta
Richard Buchta (19. ledna 1845 Radlow, Halič – 29. července 1894 Vídeň) byl rakouský vědec specializující se na Afriku. Během svých cest po Africe pořizoval fotografie tamějších obyvatel, jejich předmětů i okolních krajin.

## Životopis
Richard Buchta cestoval téměř 20 let přes Německo, Francii, Maďarsko, Podunají, Balkán, Turecko a Malou Asii. Mimo jiné pobýval rok v Istanbulu a pak tři roky v Káhiře. Odtamtud cestoval do oblasti Chartúmu a s pomocí generála Gordona Paši do Lada na horním Nilu. Zde byl hostem Emina Paši. Buchta pak cestoval jako kreslíř a fotograf do sousedních zemí (1878–1880).
Vrátil se krátce do Evropy, pak se v roce 1885 vydal na cestu do Egypta. Mezi dalšími místy, kam v poušti cestoval, byl Fajjúm.
Od roku 1886 Richard Buchta žil ve Vídni, kde v roce 1894 ve 49 letech zemřel.

## Dílo
- Die oberen Nilländer, lidské typy a krajiny, 160 fotografií, úvod: Dr. R. Hartmann, Berlín, 1881
- Der Sudan und der Mahdi, země, obyvatelé a vzpoura, Stuttgart, 1884
- Der Sudan unter ägyptischer Herrschaft (Súdán pod egyptskou nadvládou), ohlédnutí na posledních 60 let, Lipsko, 1888

## Galerie

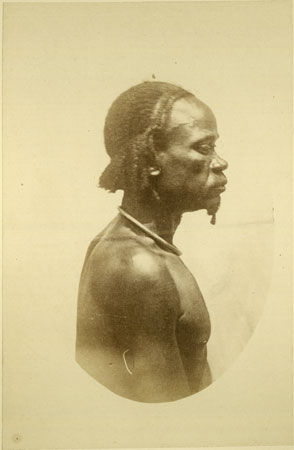
Muž kmene Zande (Makaraka), Súdán, 1877–1880
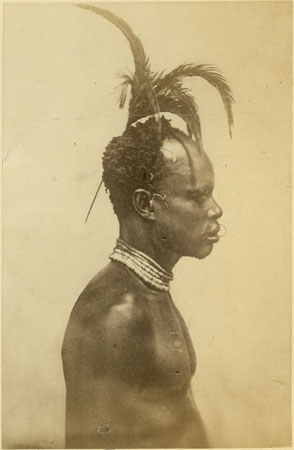
Muž kmene Avukaja, Súdán, 1877–1880
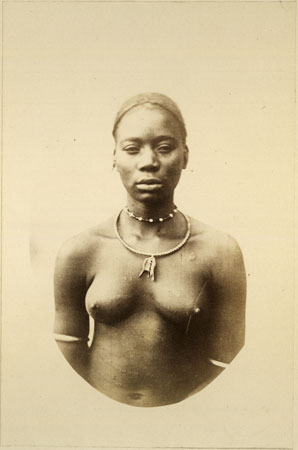
Žena kmene Mangbetu, 1877–1880
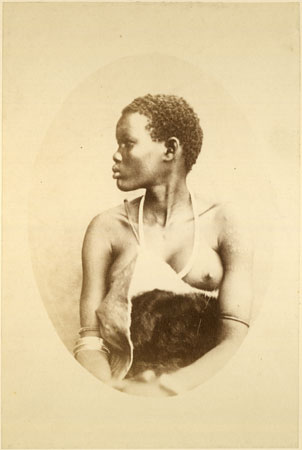
Dívka ze kmene Šilluk
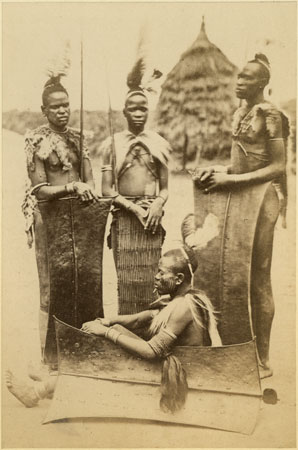
Bojovníci kmene Acholi
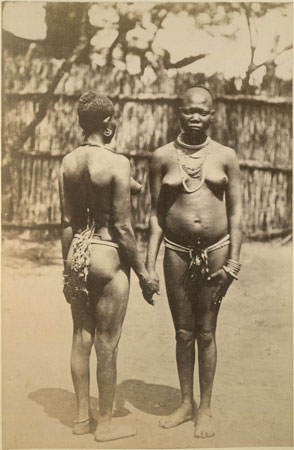
Ženy kmene Avukaja, Súdán, 1877–1880
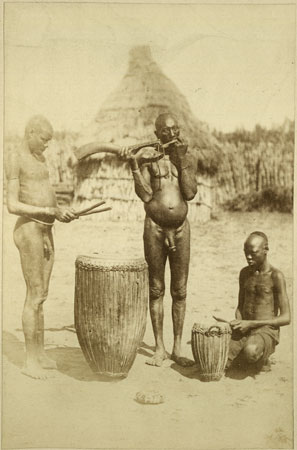
Muzikanti kmene Bari, Súdán, 1877–1880
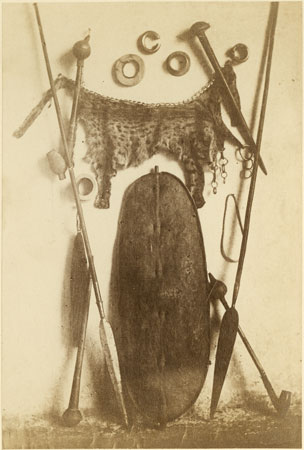
Předměty kmene Šilluk, Súdán, 1877–1880